# Zuzana Rehák-Štefečeková

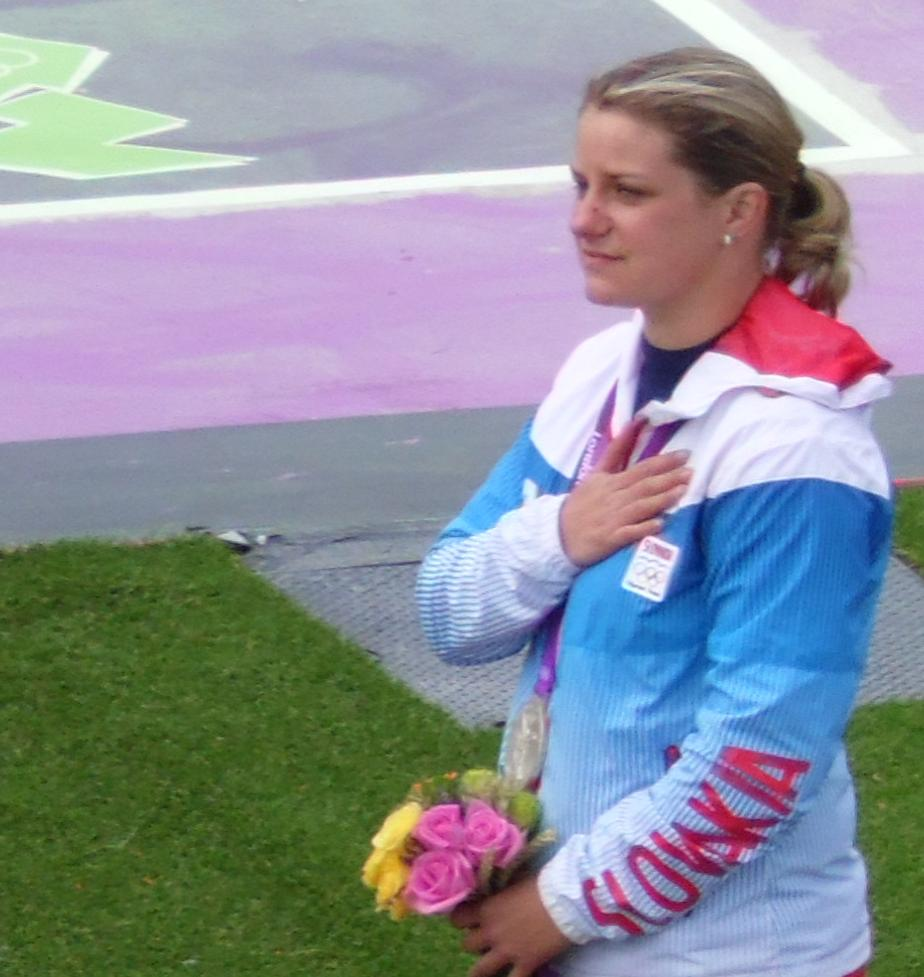
Zuzana Štefečeková bei der Siegerehrung der Olympischen Spiele 2012

Zuzana Rehák-Štefečeková (* 15. Januar 1984 in Nitra) ist eine slowakische Sportschützin in der Disziplin Trap, Olympiasiegerin (2020) und zweifache olympische Silbermedaillengewinnerin (2008, 2012). 2010 siegte sie bei der Weltmeisterschaft im Sportschützen in München.
Während der Eröffnungsfeier der Olympischen Sommerspiele 2020 war sie, gemeinsam mit dem Slalom-Kanuten Matej Beňuš, die Fahnenträgerin ihrer Nation.

## Erfolge
- Europameisterschaften
  - Belgrad 2005: 5. Platz (Trap, 88 Treffer)
  - Maribor 2006: 3. Platz (Trap, 87 Treffer)
  - Granada 2007: 5. Platz (Trap, 87 Treffer)
  - Nikosia 2008: 2. Platz (Trap, 93 Treffer)
  - Kasan 2010: 2. Platz (Trap, 88 Treffer)
  - Belgrad 2011: 4. Platz (Trap, 93 Treffer)
- Weltmeisterschaften
  - Nikosia 2003: 3. Platz (Trap, 92 Treffer)
  - Nikosia 2007: 9. Platz (Trap, 65 Treffer)
  - Maribor 2009: 6. Platz (Trap, 87 Treffer)
  - München 2010: 1. Platz (Trap, 91 Treffer)
  - Belgrad 2011: 2. Platz (Trap, 92 Treffer)
- Olympische Sommerspiele
  - Peking 2008: 2. Platz (Trap, 89 Treffer)
  - London 2012: 2. Platz (Trap, 93 Treffer)

## Auszeichnungen
2003 erhielt Štefečeková den Ondrej-Nepala-Preis vom Slowakischen Olympischen Komitee für „Sportler unter 23 Jahren mit deutlicher sportlicher Aussicht“.
2012 wurde sie zur slowakischen Einzelsportlerin des Jahres gekürt.